# Ángel Cheme
Ángel Lizardo Cheme Ortiz (19 de noviembre de 1981, Esmeraldas, Esmeraldas, Ecuador) es un futbolista ecuatoriano que juega de mediocampista y su equipo actual es el Club Deportivo Meridiano de la Segunda Categoría de Ecuador.

## Trayectoria
Ángel Cheme en el 2000 jugó el campeonato de Esmeraldas en Amistad de Muisne. El 2001 pasó al Calvi FC, club en el que se desempeñó en el campeonato provincial de Guayas. El 2002 nuevamente disputó el campeonato de la provincia de Esmeraldas, esta vez en club Tacito Ortiz Ulloa. Posteriormente continuó su carrera de futbolista suplantando la identidad de Gonzalo Chila.

### Gonzalo Chila
A partir del 2003 el futbolista suplantó la identidad de Gonzalo Javier Chila Palma de fecha de nacimiento 9 de diciembre de 1984. En el año 2010 un periodista fue secuestrado al investigar el caso, de todas formas salió a la luz pública este hecho. En un principio el futbolista lo negó, pero luego admitió la suplantación de identidad.
Con esa identidad el futbolista había llegado a Aucas en el 2003, permaneció en ese club hasta el 2005, año en que fue al club Talleres, el 2006 volvió a Aucas, al año siguiente fue a Olmedo, y en el 2009 fue a Liga de Quito donde dirigentes del club fueron los primeros en enterarse de la suplantación de identidad, recibió sanción el jugador siendo suspendido en un principio por dos años.

### Retorno al fútbol
Luego de haber transcurrido el primer año de su sanción, en enero de 2012 la Federación Ecuatoriana de Fútbol, indultó al jugador por el segundo año de suspensión, volviendo ese año a la práctica profesional del fútbol. Luego jugó en otros clubes de primera división como Deportivo Quito en 2013, Olmedo en 2014 y Deportivo Cuenca en 2015, posteriormente jugó en clubes de Segunda Categoría.

## Clubes
| Club                     | País    | Año       |
| ------------------------ | ------- | --------- |
| Deportivo Amistad        | Ecuador | 2000      |
| Calvi FC                 | Ecuador | 2001      |
| Club Tacito Ortiz Ulloa  | Ecuador | 2002      |
| Aucas (*)                | Ecuador | 2003-2005 |
| Club Talleres (*)        | Ecuador | 2005      |
| Aucas (*)                | Ecuador | 2006      |
| Olmedo (*)               | Ecuador | 2007-2008 |
| Liga de Quito (*)        | Ecuador | 2009-2010 |
| Liga de Quito            | Ecuador | 2012      |
| Deportivo Quito          | Ecuador | 2013      |
| Olmedo                   | Ecuador | 2014      |
| Espoli                   | Ecuador | 2015      |
| Deportivo Cuenca         | Ecuador | 2016      |
| Colón Fútbol Club        | Ecuador | 2016      |
| Atlético Saquisilí       | Ecuador | 2017      |
| Santa Rita               | Ecuador | 2018      |
| Pelileo Sporting Club    | Ecuador | 2019      |
| Latacunga City           | Ecuador | 2020      |
| Club Deportivo Meridiano | Ecuador | 2021      |

(*): Suplantando la identidad de Gonzalo Chila.

## Palmarés
Suplantando la identidad de Gonzalo Chila consiguió los siguientes títulos internacionales:
| Título              | Club          | País    | Año  |
| ------------------- | ------------- | ------- | ---- |
| Recopa Sudamericana | Liga de Quito | Ecuador | 2009 |
| Copa Sudamericana   | Liga de Quito | Ecuador | 2009 |
| Recopa Sudamericana | Liga de Quito | Ecuador | 2010 |